# Lobos AC

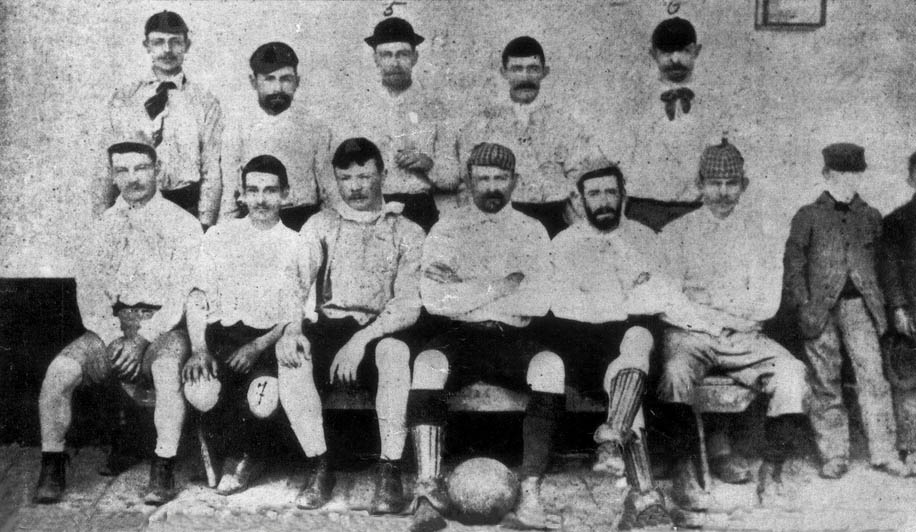
Lobos AC, 1892.

Lobos Athletic Club – argentyński klub piłkarski z siedzibą w mieście Lobos.

## Osiągnięcia
- Wicemistrz Argentyny: 1898, 1899

## Historia
Klub Lobos założony został w 1892 roku i już w 1893 uzyskał awans do I ligi. W 1894 roku klub wzmocniony został przez kilku piłkarzy pochodzących z zespołu English High School. Pomimo wzmocnienia Lobos zajął dopiero 4 miejsce i utracił prawo gry w I lidze.
W 1897 klub ponownie uzyskał awans do I ligi, po czym dwa razy z rzędu sięgnął po tytuł wicemistrza Argentyny. Mimo iż w 1899 Lobos zajął 2 miejsce, został wykluczony z I ligi z powodu zbyt dużej odległości siedziby klubu od stolicy Argentyny Buenos Aires. W związku z tym w 1900 roku wielu piłkarzy klubu Lobos przeniosło się do zespołu English High School.
Obecnie klub gra w lokalnej lidze Liga Lobense de fútbol, w której w sezonie 2009/2010 zajął 1 miejsce.